# BioNTech
BioNTech (voluit: Biopharmaceutical New Technologies) is een biotechnologiebedrijf dat is gevestigd in Mainz.
BioNTech richt zich op onderzoek naar geneesmiddelen op basis van mRNA, gebruikt als geïndividualiseerde immunotherapie voor kanker, als vaccins tegen infectieziekten en als eiwitvervangende therapieën voor zeldzame ziekten.

## Activiteiten
BioNtech is een belangrijk onderzoeksinstituut. Het werkt nauw samen met en in opdracht van grote farmaceutische bedrijven. In 2019 werd 75% van de totale omzet bereikt met researchprojecten voor anderen, waarbij Genentech veruit de belangrijkste partner was, en een kwart werd behaald met de verkoop van eigen producten.

### COVID-19-vaccin
Als een gevolg van de coronapandemie heeft BioNTech in 2020 het COVID-19-RNA-vaccin BNT162b2, Tozinameran, ontwikkeld. Op 21 december 2020, keurde de Europese Commissie het vaccin goed, in overeenstemming met de positieve aanbeveling door het European Medicines Agency (EMA). BioNTech en Pfizer werkten al sinds 2018 samen aan een griepvaccin. BioNTech had een werkzaam vaccin, maar geen productiecapaciteit en distributienetwerk. De samenwerking met Pfizer werd hiervoor uitgebreid. De twee delen de verkoopopbrengst van het coronavaccin, dat de handelsnaam Comirnaty meekreeg.

### Resultaten
De omzet van BioNTech bestaat vooral uit inkomsten die het krijgt van partners voor het onderzoek dat wordt verricht. De eigen verkopen van producten zijn minimaal, al nam dit in 2020 belangrijk toe met het coronavaccin. De onderzoekskosten liggen hoger dan de inkomsten waardoor de jaren 2017 tot en met 2019 met verlies zijn afgesloten. In 2020 werd een bescheiden winst gerealiseerd door een grote meevaller met betrekking tot de vennootschapsbelasting. In 2021 werd een omzet van bijna 19 miljard euro gerealiseerd, vooral door verkopen van het coronavaccin, en bedroeg het nettoresultaat ruim 10 miljard euro. De omzetdaling in 2023 en 2024 is met name veroorzaakt door het wegvallen van de vraag naar het coronavaccin.
| Jaar | Omzet         | R&D kosten    | Nettoresultaat | Werknemers (gemiddeld) |
| Jaar | (× € miljoen) | (× € miljoen) | (× € miljoen)  | Werknemers (gemiddeld) |
| ---- | ------------- | ------------- | -------------- | ---------------------- |
| 2017 | 62            | 85            | −86            |                        |
| 2018 | 128           | 143           | −48            |                        |
| 2019 | 109           | 227           | −179           | 1195                   |
| 2020 | 482           | 645           | 15             | 1624                   |
| 2021 | 18.977        | 949           | 10.293         | 1694                   |
| 2022 | 17.311        | 1537          | 9434           | 4104                   |
| 2023 | 3819          | 1783          | 930            | 5640                   |
| 2024 | 2751          | 2254          | −665           | 6715                   |

## Geschiedenis
Het bedrijf werd op 2 juni 2008 opgericht onder de naam Petersberg 91, V Aktiengesellschaft (AG). De oprichters waren Uğur Şahin en zijn vrouw Özlem Türeci. Korte tijd later werd de naam gewijzigd en vanaf 11 december 2008 gaat het verder als BioNTech AG. Op 8 maart 2019 werd het een Europese vennootschap hetgeen leidde tot een kleine naamverandering BioNTech SE. In oktober 2019 werden de aandelen genoteerd aan de beurs. De aandelen staan genoteerd op de NASDAQ met als ticker symbol BNTX. BioNTech haalde met een emissie US$ 150 miljoen aan nieuw kapitaal op en had een beurswaarde van US$ 3,4 miljard tegen de emissieprijs.
Vanaf het begin lag de nadruk op het ontwikkelen van medicijnen tegen kanker. Hierbij wordt gebruik gemaakt van de Messenger-RNA technologie.
Op 31 januari 2025 werd de overname van het Chinese bedrijf Biotheus afgerond. De overnamesom was ongeveer US$ 850 miljoen met een eventuele nabetaling van maximaal US$ 150 miljoen als Biotheus bepaalde doelen weet te bereiken. Biotheus is ook gespecialiseerd in geneesmiddelen tegen kanker. 